# 松本俊夫 (医学者)
松本 俊夫（まつもと としお、1948年 - ）は日本の医学者である。現在は徳島大学藤井節郎記念医科学センター・センター顧問、徳島大学名誉教授。元徳島大学大学院ヘルスバイオサイエンス研究部生体情報内科学教授、元徳島大学藤井節郎記念医科学センター・センター長。

## 略歴
- 岡山県立岡山大安寺高等学校卒
- 1974年 東京大学医学部医学科卒業[2]
- 1978年 イェール大学内科研究員[2]
- 1982年 東京大学医学部第4内科助手[2]
- 1988年 東京大学医学部第4内科講師[2]
- 1996年 徳島大学医学部内科学第一講座教授[2]
- 2002年 徳島大学大学院ヘルスバイオサイエンス研究部生体情報内科学教授[2]
- 2010年 徳島大学藤井節郎記念医科学センター・センター長

## 委員歴
- 1997年 2003年 日本骨代謝学会 理事
- 2000年 2002年 アメリカ骨ミネラル代謝学会 Councilor
- 2002年 日本内分泌学会 理事
- 1996年 臨床分子医学会 評議員
- 1995年国際骨ミネラル代謝学会 理事
- 1995年 International Bone and Mineral Society Board Member
- 日本骨粗鬆学会 評議員
- 日本骨形態計測学会 評議員
- 日本内科学会 評議員

## 特筆事項
- 徳島大学におけるスタンフォード・ジャパンプログラム推進

## 受賞
- 1994年 日本骨代謝学会学術賞
- 1990年 日本内分泌学会研究奨励賞

## 専門分野
- 代謝病態学[2]
- 骨カルシウム代謝学[2]
- 内分泌学[2]